# أبو غبشان
أبو غبشان هو رجلٌ من خزاعة كان مسؤولًا عن سِدَانَة الكَعبة قبل قريش. واسمه الكامل سليم بن عمرو بن لؤي بن ملكان بن أقصى بن حارثة بن عمرو بن عامر.

## ندمه
ذكر الزبير بن بكار، أنه في أحد الأيام كان قد اجتمع أبو غبشان مع قصي بن كلاب في الطائف للسُّكر، فلما سكِرَ أبو غبشان اشترى منهُ قصي سِدانَة الكعبة بوعاءٍ من جلدٍ يُستعمل في الشرب وغيره من الأمور(1). ثم قام قصي بأخذ مفاتيحه وذهب إلى مكة، وقال: يا معشر قريش، هذه مفاتيح أبيكم إسماعيل رَدَّها الله عليكم من غير غدرٍ ولا ظلم. وعندما أفاق أبو غبشان ندم ندمًا شديدًا، وذهبت خزاعة إلى قصي، فطالبوه فغلبهم.
قيل في ندم أبي غبشان: أندم من أبي غبشان، وأخسر من أبي غبشان، وأحمق من أبي غبشان. كما قيل: أخسر من صفقة أبي غبشان، وقال بعضهم:
كما قيل:

## الهوامش
1. الزق: وعاءٌ من جلدٍ يُجَزُّ شعرُهُ ولا يُنْتَف، ويستخدم للشراب وغيره.